# Valerius Hüttig
Valerius Hüttig (* 22. November 1869 in Löwenberg; † 15. Oktober 1934 in Dresden) war ein deutscher Ingenieur und Honorarprofessor an der TH Dresden.

## Leben
Valerius Hüttig legte sein Abitur am Gymnasium in Löwenberg ab. Anschließend studierte er bis 1894 an der Höheren Gewerbeschule Chemnitz, an der TH Karlsruhe und an der TH Braunschweig Maschinenbau. Im Wintersemester 1891/92 wurde er Mitglied der Burschenschaft Germania Karlsruhe (heute Teutonia).
Nach Ende des Studiums war er als Ingenieur in verschiedenen Heizungs- und Maschinenbaufirmen tätig und zeichnete für Heizungs- bzw. Lüftungsanlage unter anderem der Sophienkirche und des Schloss Eckberg in Dresden verantwortlich. Im Jahr 1912 erhielt Hüttig einen Lehrauftrag für Heizung und Lüftung an der TH Dresden. Von 1917 bis 1934 wurde er im selben Fach Honorarprofessor. Im November 1933 unterzeichnete er das Bekenntnis der deutschen Professoren zu Adolf Hitler.

## Schriften
- Heizungs- und Lüftungsanlagen in Fabriken. Leipzig 1915.
- Die Zentrifugalventilatoren und Zentrifugalpumpen und ihre Antriebsmaschinen, der Elektromotor und die Kleindampfturbine in der Heizungstechnik. Leipzig 1919.